# Phùng Khắc Đăng
Phùng Khắc Đăng (sinh năm 1945) là một sĩ quan cấp cao trong Quân đội nhân dân Việt Nam, hàm Trung tướng. Ông nguyên là Phó Chủ nhiệm Tổng cục Chính trị, Đại biểu Quốc hội Việt Nam khóa XIII. Ông là hậu duệ 7 đời của Trạng bùng Phùng Khắc Khoan.

## Tiểu sử
Ông sinh ngày 15 tháng 8 năm 1945 tại xã Phùng Xá, huyện Thạch Thất, tỉnh Hà Tây (nay Hà Nội).
Ông nhập ngũ vào năm 1964. Là chiến sĩ trinh sát pháo binh thuộc mặt trận Quảng - Đà (QK5).
Năm 1966, kếp nạp vào Đảng Cộng sản Việt Nam. Từng giữ chức vụ Chủ nhiệm chính trị sư đoàn 2, rồi phó tư lệnh chính trị Quân khu 1.
Năm 2001, bổ nhiệm chức Phó Chủ nhiệm Tổng cục Chính trị
Năm 2007, ông nghỉ hưu